# جريجوروفيتش إم-9
جريجوروفيتش إم-9 كانت طائرة قارب روسية في الحرب العالمية الأولى، استخدمت في الاستطلاع وإلقاء القنابل، وطُورت على أساس سابقتها جريجوروفيتش إم-5. صممها ديمتري بافلوفيتش جريجوروفيتش. بُني من هذا الطراز حوالي 500 طائرة. عُرفت الطائرة كذلك باسم شتينين إم-9.

## المشغلون
- الإمبراطورية الروسية: القوات الجوية الإمبراطورية الروسية
- الاتحاد السوفيتي: القوات الجوية السوفيتية
- فنلندا: القوات الجوية الفنلندية

## هوامش
1. ↑  غريغوروفيتش إم-9، گريگوروڤيتش إم-9

### استشهادات
1. ↑  Michael J.H. Taylor (red.): Jane’s Encyclopedia of Aviation. London: 1989